# Les P'tits Loups-garous
Pour les articles homonymes, voir Teen Wolf (homonymie).
Les P'tits Loups-garous (Teen Wolf) est une série télévisée d'animation américano-australienne produite par Southern Star Productions avec Clubhouse Pictures, basée sur le film Teen Wolf sorti en 1985, avec Michael J. Fox, et diffusée du 13 septembre 1986 au 7 novembre 1987 sur le réseau CBS.
En France, elle a été diffusée à partir du 7 février 1990 sur FR3 dans Sam'Dynamite. Elle reste inédite dans les autres pays francophones.

## Voix françaises
- Olivier Destrez : Scott Howard
- Vincent Ropion : Styles
- Magali Barney : Boffie, Lupie
- Raoul Delfosse : Grand-père
- Lucette Raillat : Grand-mère
- Bernard Tiphaine : Père de Scott
- Laurence Crouzet : Pamela
- Emmanuel Curtil : Mac Alister
- Stefan Godin : Styles et Mac Alister (remplacement)

 Source et légende : version française (VF) sur RS Doublage